# Trevisani (Comeno)
Trevisani (in sloveno Trebižani) è una frazione (naselje) del comune sloveno di Comeno.
La località, che si trova a 332,9 metri s.l.m., a 15,7 kilometri ad est del capoluogo comunale e a 21,7 kilometri dal confine italiano, è situata sulla sponda sinistra dell'alta valle del torrente Branizza, poco più a monte dove tale torrente confluisce col torrente Rassa.

## Storia
Dopo la caduta dell'Impero romano d'Occidente, e la parentesi del Regno ostrogoto, a seguito della Guerra gotica (553) promossa dall'imperatore Giustiniano I il suo territorio entrò a far parte dei domini bizantini.

Dopo la calata, nel 568, attraverso la Valle del Vipacco nell'Italia settentrionale dei Longobardi, seguiti poi da popolazioni slave, rimase sotto dominio bizantino (il confine tra l'Istria bizantina e il Regno longobardo era fissato su una linea poco più a nord che da Sistiana passava per Sella del Bivio). Dopo una parentesi di dominazione longobarda dal 751 ad opera del loro re Astolfo, l'Istria tornò in mano bizantine dal 774.
Annientati i Longobardi, Carlo Magno, re dei Franchi, nel 788 occupò anche l'Istria bizantina inglobandola nel Regnum Italiae affidato da Carlo al figlio Pipino; nell'803 venne istituita la Marchia Austriae et Italiae che comprendeva il Friuli, la Carinzia, la Carniola e l'Istria. Alla morte di Pipino nell'810, il territorio passò in mano al figlio Bernardo.

Con la morte di Carlo Magno nell'814, la carica imperiale passò a Ludovico I che affidò il Regno d'Italia al suo primogenito Lotario, il quale già nell'828 (dopo aver deposto Baldrico per non aver saputo difendere le frontiere orientali dagli Slavi) divise la parte orientale del Regno, ossia la Marca Orientale (o del Friuli), in quattro contee: Verona, Friuli, Carniola e Istria (comprendente il Carso e parte della Carniola interna).
In seguito al Trattato di Verdun, nell'843, il suo territorio entrò a far parte della Lotaringia in mano a Ludovico II e più specificatamente dall'846 della Marca del Friuli divenuta nel 951 Marca di Verona e Friuli; dopo un'iniziale sottomissione al Ducato di Baviera dal 952, nel 976 passò al Ducato di Carinzia appena costituito dall'imperatore Ottone II.
Nel 1077 passò al Principato ecclesiastico di Aquileia e poi ai Conti di Gorizia, in quanto advocati del patriarca, che acquisirono gradualmente una larga parte di tali territori, frazionati in feudi minori fra i loro ministeriali, i veri e propri strumenti di governo comitale sul Carso e la vicina Istria.
Nel 1500 passò alla Casa d’Asburgo; dal 1512 la Contea di Gorizia entrò nel quindi nel Circolo austriaco del Sacro Romano Impero, per poi far parte, dal 1754, della Contea di Gorizia e Gradisca.
Con il trattato di Schönbrunn (1809) entrò a far parte delle Province Illiriche.
Col Congresso di Vienna nel 1815 rientrò in mano austriaca nel Regno d'Illiria come frazione del comune di San Giacomo in Colle; tale comune passò in seguito sotto il profilo amministrativo al Litorale austriaco nel 1849.
Dopo la prima guerra mondiale fu annesso al Regno d’Italia e venne congiunto alla Provincia di Gorizia.

In seguito all'abolizione della stessa Provincia nel 1923, passò alla Provincia di Trieste sempre come frazione di San Giacomo in Colle.
Fu soggetto alla Zona d'operazioni del Litorale adriatico (OZAK) tra il Settembre 1943 e il maggio 1945 e tra il giugno 1945 e il 1947, trovandosi a est della Linea Morgan, fece parte della Zona B della Venezia Giulia sotto il controllo Jugoslavo venendo de facto annesso alla Jugoslavia; dal 1991 fa parte della Slovenia.

## Corsi d'acqua
- Torrente Branizza (Branica)